# Estadio Defensores del Chaco
Estadio Defensores del Chaco – to wielofunkcyjny stadion w Asunción, stolicy Paragwaju. Jest obecnie używany głównie dla meczów piłki nożnej. Stadion miał kiedyś pojemność 50 000 osób, ale został poddany przebudowie do 42 354 osób. Został wybudowany w 1917. Posiada nawierzchnię trawiastą.